# Woody Hayes Trophy
Le Woody Hayes Trophy est un trophée qui a été remis au meilleur entraîneur principal de l'année dans le football américain universitaire aux États-Unis.
Le prix porte le nom de Woody Hayes (en), ancien entraîneur des Buckeyes d'Ohio State et des Hurricanes de Miami. Il a été décerné chaque année par le Touchdown Club de Columbus depuis 1977 jusqu'en 2018.
Le dernier lauréat est Dabo Swinney des Tigers de Clemson.

## Palmarès
| Année | Nom                  | Équipe              |
| ----- | -------------------- | ------------------- |
| 1977  | Lou Holtz (en)       | Arkansas            |
| 1978  | Joe Paterno          | Penn State          |
| 1979  | Earle Bruce (en)     | Ohio State          |
| 1980  | Vince Dooley (en)    | Georgia             |
| 1981  | Danny Ford (en)      | Clemson             |
| 1982  | Joe Paterno (2)      | Penn State (2)      |
| 1983  | Tom Osborne (en)     | Nebraska            |
| 1984  | Don James            | Washington          |
| 1985  | Bo Schembechler (en) | Michigan            |
| 1986  | Joe Paterno (3)      | Penn State (3)      |
| 1987  | Dick MacPherson      | Syracuse            |
| 1988  | Lou Holtz (2)        | Notre Dame          |
| 1989  | Trophée non décerné  | Trophée non décerné |
| 1990  | Bobby Ross           | Georgia Tech        |
| 1991  | Don James (2)        | Washington (2)      |
| 1992  | Dennis Erickson (en) | Miami               |
| 1993  | Don Nehlen (en)      | West Virginia       |
| 1994  | Tom Osborne (2)      | Nebraska (2)        |
| 1995  | Gary Barnett (en)    | Northwestern        |
| 1996  | Bruce Snyder (en)    | Arizona State       |
| 1997  | Lloyd Carr           | Michigan (2)        |
| 1998  | Phil Fulmer (en)     | Tennessee           |
| 1999  | Frank Beamer (en)    | Virginia Tech       |
| 2000  | Bob Stoops (en)      | Oklahoma            |
| 2001  | Ralph Friedgen (en)  | Maryland            |
| 2002  | Jim Tressel (en)     | Ohio State (2)      |
| 2003  | Bob Stoops (2)       | Oklahoma (2)        |
| 2004  | Urban Meyer          | Utah                |
| 2005  | Joe Paterno (4)      | Penn State (4)      |
| 2006  | Jim Tressel (2)      | Ohio State (3)      |
| 2007  | Mark Mangino (en)    | Kansas              |
| 2008  | Mike Leach (en)      | Texas Tech          |
| 2009  | Gary Patterson (en)  | TCU                 |
| 2010  | Jim Harbaugh         | Stanford            |
| 2011  | Bill Snyder (en)     | Kansas State        |
| 2012  | Urban Meyer          | Ohio State (4)      |
| 2013  | Gus Malzahn (en)     | Auburn              |
| 2014  | Gary Paterson (2)    | TCU (2)             |
| 2015  | Kirk Ferentz (en)    | Iowa                |
| 2016  | James Franklin (en)  | Penn State (5)      |
| 2017  | Scott Frost (en)     | UCF                 |
| 2018  | Dabo Swinney         | Clemson (2)         |